# Bedford (Nou Hampshire)
Bedford és una població dels Estats Units a l'estat de Nou Hampshire. Segons el cens del 2000 tenia 18.274 habitants.

## Demografia
Segons el cens del 2000, Bedford tenia 18.274 habitants, 6.251 habitatges, i 5.125 famílies. La densitat de població era de 214,9 habitants per km².
Dels 6.251 habitatges en un 41,9% hi vivien nens de menys de 18 anys, en un 74,9% hi vivien parelles casades, en un 5% dones solteres, i en un 18% no eren unitats familiars. En el 14,1% dels habitatges hi vivien persones soles el 6% de les quals corresponia a persones de 65 anys o més que vivien soles. El nombre mitjà de persones vivint en cada habitatge era de 2,85 i el nombre mitjà de persones que vivien en cada família era de 3,17.
Per edats la població es repartia de la següent manera: un 28,6% tenia menys de 18 anys, un 4,4% entre 18 i 24, un 28,4% entre 25 i 44, un 27,1% de 45 a 60 i un 11,5% 65 anys o més.
L'edat mediana era de 39 anys. Per cada 100 dones de 18 o més anys hi havia 93,4 homes.
La renda mediana per habitatge era de 84.392$ i la renda mediana per família de 91.868$. Els homes tenien una renda mediana de 69.987$ mentre que les dones 39.507$. La renda per capita de la població era de 37.730$. Entorn de l'1,6% de les famílies i el 2,2% de la població estaven per davall del llindar de pobresa.